# امپاندریاکالیندی
امپاندریاکالیندی (به لاتین: Ampandriakalindy) یک سکونتگاه مسکونی در ماداگاسکار است که در سوفیا (ماداگاسکار) واقع شده‌است.

## خصوصیات
امپاندریاکالیندی ۸٬۰۰۰ نفر جمعیت دارد و ۳۷ متر بالاتر از سطح دریا واقع شده‌است.